# Pont de Xianren
Le pont de Xianren (simplifié: 仙人桥, traditionnel: 仙人橋), également connu sous le nom de "pont Féerique", est la plus grande arche naturelle du monde avec une portée de 120 mètres. Ce pont est formé de calcaire karstique de la rivière Buliu. Il est situé dans le xian de Leye (乐业县 ; pinyin : Lèyè Xiàn ; zhuang : Lozyez Yen), un district administratif de la région autonome du Guangxi en Chine.
À l'occasion d'une expédition en octobre 2010 par la Natural Arch and Bridge Society, la portée a été mesurée à 120 ± 4,6 m (ou 400 ± 15 pieds),.